# Zhu Youlang
Zhu Youlang (朱由榔), né le 1er novembre 1623 à Pékin et mort le 1er juin 1662 à Yunnanfu, est le quatrième et ultime prétendant de la dynastie Ming au trône de Chine. Il dirige les forces restées loyales aux Ming entre 1646 et 1662, et contrôle l'essentiel du territoire chinois au sud de la rivière Huai jusqu'à la fin des années 1650. Son nom de règne est Yongli (永曆).

## Biographie

### Naissance
Zhu Youlang est né le 1er novembre 1623 à la Cité interdite de Pékin. Il est le fils de Zhu Changying, le septième fils de l'empereur Wanli. Il hérite du titre de prince de Gui à la mort de son frère. Sa vie à la cour impériale de Pékin est peu connue, il n'est alors qu'un membre mineur de la très grande famille impériale. Mais la chute de Pékin et le suicide de Chongzhen en 1644 change la donne.

### Lutte pour le pouvoir
Il assiste à l'effondrement de la dynastie Ming et à la montée en puissance progressive des Mandchous. Il se réfugie avec le reste de la famille impériale dans le sud de la Chine, où les Ming ont encore beaucoup de soutiens ; tandis que les Qing s'imposent au nord, dans la basse vallée du Yangzi et en Chine centrale.
Les premiers temps de la dynastie Ming dans le sud sont compliqués : les empereurs se succèdent rapidement et les défaites s'accumulent face aux Qing. L'empereur Hongguang qui règne de juin 1644 à mai 1645, est capturé par les Qing après la prise de la capitale Nankin. Son successeur, Longwu, qui règne entre août 1645 et octobre 1646 décide d'établir la capitale à Fuzhou, mais la ville tombe moins d'un an plus tard et l'empereur sommairement exécuté.
Youlang devient alors gardien de l'État le 20 novembre 1646 et le frère de Longwu profite de ce que Youlang est éloigné pour se proclamer empereur sous le nom de Shaowu. Youlang se sentant lésé se pose en concurrent et se proclame à son tour empereur sous le nom de Yongli le 24 novembre 1646. Shaowu établit sa capitale à Guangzhou. Mais la guerre entre les deux empereurs tourne court lorsque Guangzhou est prise par les Qing, forçant Shaowu au suicide en janvier 1647. Youlang s'impose comme le seul maître et est reconnu empereur.
La pression militaire continue des Qing force Youlang à se déplacer régulièrement. La cour Ming s'installe d'abord à Guilin puis se replie dans le Guangxi, le Jiangxi et le Hunan. Elle retourne dans le Guangxi et prend ses quartiers à Nanning. Malgré le dévouement de ses soldats, Youlang est de plus en plus tributaire de l'appui militaire des seigneurs de guerre locaux. Il est également obligé de s'entendre avec les bandits. Youlang s'entoure de généraux capables, comme Li Dingguo, qui parvient à arrêter l'expansion des Qing et stabilise pour un temps le territoire sous contrôle des Ming. Ces succès qui permettent aux Ming de s'imposer dans le sud-ouest forcent les Qing à changer de stratégie : au lieu de tenter de capturer l'empereur Ming en concentrant les forces sur son lieu de résidence, ils décident de conquérir progressivement les territoires sous l'influence des Ming. Pour ce faire, le général Hong Chengchou est nommé gouverneur des provinces méridionales.

### Exil en Birmanie

La fuite de Youlang à travers la Chine.

En 1658 Youlang doit se replier sur le Yunnan, une province frontalière au sud-ouest de la Chine. Il s'établit à Yunnanfu, mais est chassé par les Qing en 1661. Youlang cherche alors la protection du roi de Birmanie Pindale et fuit à Bhamo. Pindale accorde sa protection au dernier des Ming et lui attribue Sagaing comme lieu de résidence, Youlang cherche alors à se tailler une principauté indépendante en Birmanie.
Les Qing décident de masser des troupes pour attaquer la Birmanie. Le nord du royaume est ravagé par les Chinois, qui mettent le siège devant Ava. Cependant, grâce à la défense des artilleurs portugais, la ville résiste. L'invasion provoque une famine et le peuple se soulève contre Pindale. Son frère Pye en profite pour s'emparer du trône. Il fait lever le siège et disperse l'armée des Qing. Il exige alors que tous les Chinois encore en Birmanie lui prêtent serment, à l'exception notable de Youlang. Mais les Chinois, ayant appris qu'ils vont être dispersés à travers toute la Birmanie, refusent. Pye les fait tous massacrer.
En décembre 1661, une armée de vingt mille Chinois, menée par le général Wu Sangui, pénètre en Birmanie : les Qing exigent la reddition de Youlang. Pye décide de livrer Youlang et sa famille aux Qing. La décision est cachée à Youlang, qui est mis sur un bateau avec toute sa famille le 22 janvier 1662. Le dernier des Ming pense alors rejoindre son fidèle général et protecteur Li Dingguo et partir pour un nouvel exil, il ne réalise qu'au dernier moment, en arrivant dans le camp du général Wu Sangui, qu'il a été livré à ses ennemis.

### Mort
Youlang, prince de Gui et dernier prétendant sérieux de la dynastie Ming est remis à Wu Sangui. Ce général, autrefois serviteur des Ming, est passé au service des Qing assez rapidement. Il a joué un rôle majeur dans le renversement des Ming en ouvrant les portes de la Grande Muraille aux Mandchous et en menant plusieurs campagnes contre les Ming. Youlang est transféré à Yunnanfu, où il est étranglé par Wu Sangui en personne. La légende veut que Youlang, qui méprise son assassin, qu'il considère comme un traitre à son peuple et à son pays, a exhorté Wu Sangui à le tuer vite, dégouté d'être obligé d'avoir pour dernière vision le visage d'un traitre.